# ハルドヴォ・パレス・ホテル

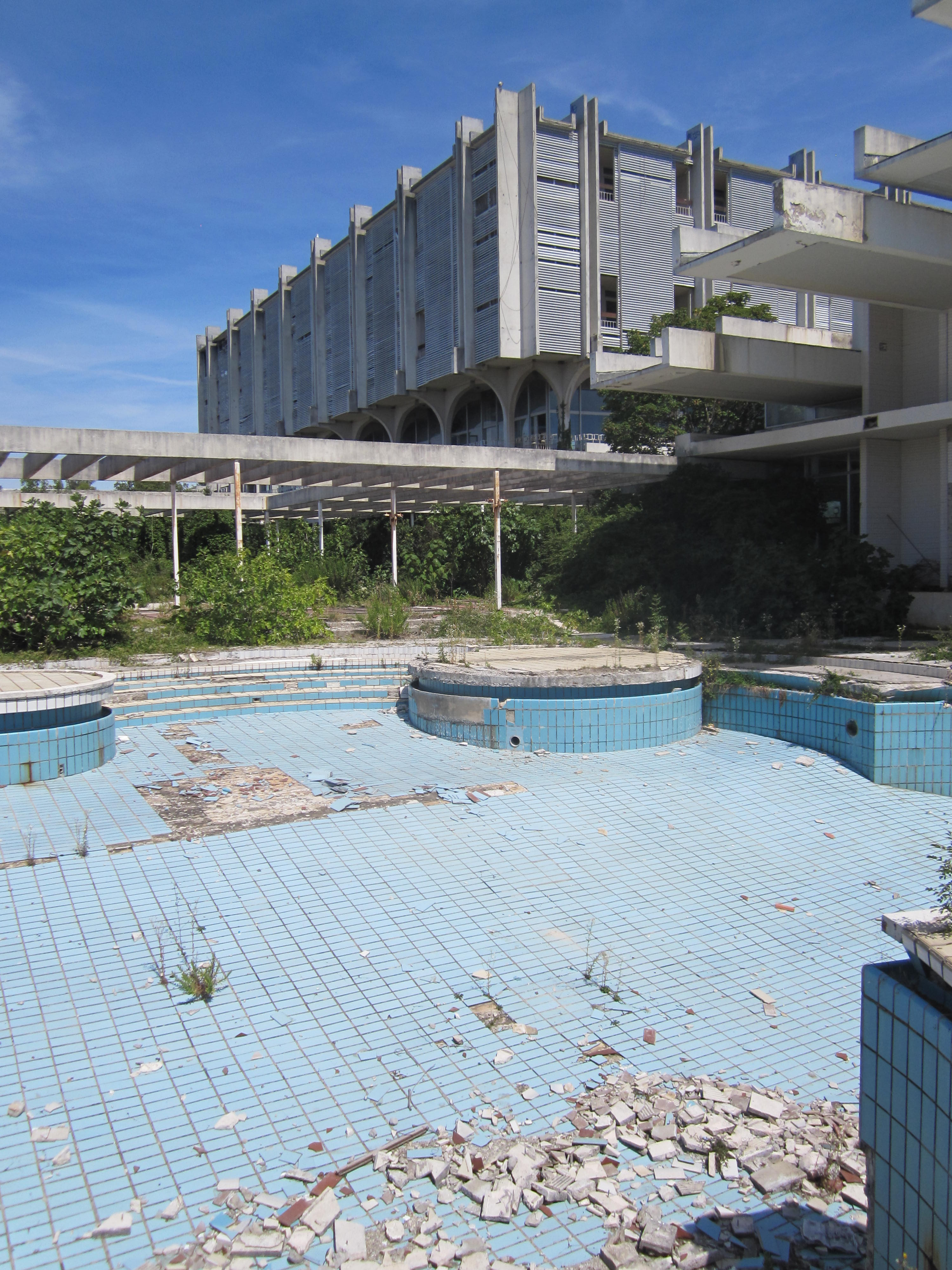
廃墟と化したハルドヴォ・パレス・ホテル。手前はホテルのプール。

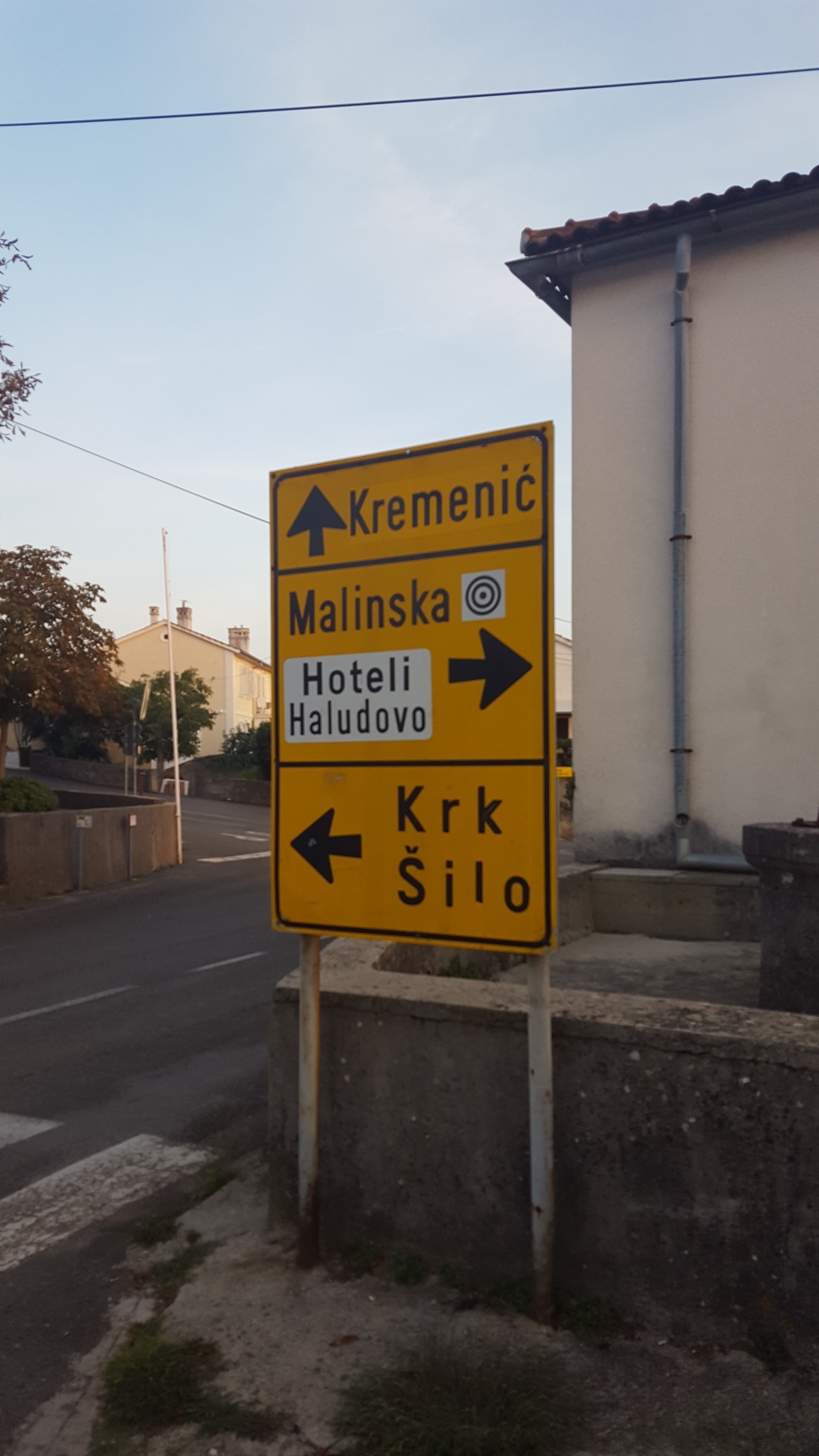
2018年現在も現地に残る、ホテルへの行き方を示す標識。

ハルドヴォ・パレス・ホテル(Haludovo Palace Hotel)は、クロアチア・マリンスカの北のクルク島にあったリゾートホテルである。ホテルの名前は、近くのビーチにちなんで付けられた。2001年に閉鎖された後放置されており、廃墟のようになっている。
このホテルは1971年に建設された。共産主義のユーゴスラビアにおける外国投資の制約により、ホテルはリエカに拠点を置く国営の小売チェーン・ブロドコメルクの子会社が保有していた。『ペントハウス』誌の創始者であるボブ・グッチョーネが4500万ドルを投じ、1972年にホテル内にペントハウス・アドリアティック・クラブ・カジノを正式にオープンさせた。しかし、このカジノは翌年に倒産し、閉鎖された。
ユーゴスラビア紛争の間、難民のための避難所となった。1995年にホテルは民営化され、所有者が何度か変わった後に、2001年に閉鎖された。
現在、建物はそのまま残っているものの、内部は破壊され、廃墟と化している。2018年11月の時点でも、現地にはこのホテルへの行き方を示す標識が残っている。
2018年10月、ある投資家が外部からの投資を受けて、このホテルのある一帯を再開発する計画が発表された。しかし、この計画によれば、ホテル利用者以外が海岸へ行けなくなり、マリンスカからニジヴィツェまで続く海岸沿いの遊歩道が切断されることになる。マリンスカ市、州政府、地元の人々はこの計画に反対している。